# Sakalatburto k'lubi Sukhumi
Il Sakalatburto k'lubi Sukhumi è una società cestistica avente sede a Sukhumi, in Georgia. Fondata nel 1991, disputa la Georgian Super Liga.
Alla fine della stagione 2010-11, la squadra ha conquistato le semifinali playoff del campionato. Nel 2011-2012 giocherà il turno di qualificazione della EuroChallenge.
Disputa le partite interne a Tbilisi, presso la Kekelidze Arena (2.200 spettatori).